# Macaulay Institute
Pour les articles homonymes, voir Macaulay.
 (décembre 2021).
Le Macaulay Land Use Research Institute ou  Macaulay Institute ou MLURI, est un institut de recherche basé à Aberdeen en Écosse. Il est spécialisé dans les domaines touchant à l'environnement et à l'agriculture.
Les thèmes de recherches peuvent concerner l'éthologie, l'aménagement du territoire, ou encore l'étude des sols et de l'eau.

## Présentation
Le Macaulay Institute possède également deux fermes expérimentales; la première est à Hartwood (en) et la seconde, celle de Glensaugh, est localisée à l'extrême-ouest des Grampians.

## Histoire
Le Macaulay Institute est fondé en 1930. Grâce à un don de 10 000 livres de l'un des fils écossais du Canada, Thomas Bassett Macaulay, de la Sun Life Assurance Company of Canada, l'institut a pu acheter 50 acres et des bâtiments à Craigiebuckler, à Aberdeen , dans le but d'améliorer la productivité de l'agriculture écossaise.
Le nouvel Institut Macaulay a ouvert ses portes sur un site près de Bucksburn en avril 1987. Il est né de la fusion de l'Institut Macaulay pour la recherche sur les sols et de la Hill Farm Research Organisation. Le projet de fusion a été annoncé en décembre 1985, le gouvernement prévoyant qu'il permettrait de réaliser des économies . Il a été créé pour mener des recherches en faveur de l'industrie agricole, en tenant compte de l'interaction entre l'industrie et les autres utilisateurs de la terre, et dans le contexte des objectifs environnementaux du gouvernement du Royaume-Uni et de l'Union européenne.
En avril 2011, l'Institut Macaulay a fusionné avec le SCRI (Scottish Crop Research Institute) à Dundee pour former l'Institut James Hutton. Le directeur général du nouvel institut est le professeur Iain Gordon.